# Списак ARM језгара
Ово је листа процесорских језгара базираних на ARM архитектури ARM Holdings-а и трећих странки, сортирана по генерацији изласка и имену. ARM обезбеђује преглед бројних произвођача који имплменетирају ARM језгра у свој дизајн. Keil такође и мало новији преглед произвођача ARM базираних процесора. ARM додатно издаје табелу са прегледом ARM линије процесора са односом перформансе и функционалности према способностима за новије фамилије ARM језгара.

## ARM језгра

### Дизајнирана од стране ARM
| ARM генерација | ARM архитектура | ARM језгро         | Особине | Кеш (I / D), MMU                                                                                  | Типично MIPS @ MHz                                                                                               |
| -------------- | --------------- | ------------------ | --- | ------------------------------------------------------------------------------------------------- | --- |
| ARM1           | ARMv1           | ARM1               | Прва имплементација | Нема                                                                                              | |
| ARM2           | ARMv2           | ARM2               | ARMv2 доноси MUL инструкцију множења | Нема                                                                                              | 4 MIPS @ 8 MHz 0.33 DMIPS/MHz                                                                                    |
| ARM2           | ARMv2a          | ARM250             | Integrated MEMC (MMU), графички и улазно-излазни процесор. ARMv2a доноси SWP и SWPB (swap) инструкције. | Нема, MEMC1a                                                                                      | 7 MIPS @ 12 MHz                                                                                                  |
| ARM3           | ARMv2a          | ARM3               | Први пут интегрисан меморијски кеш. | 4 KB уједињен                                                                                     | 12 MIPS @ 25 MHz 0.50 DMIPS/MHz                                                                                  |
| ARM6           | ARMv3           | ARM60              | ARMv3 први подржава 32-битни меморијски адресни простор (претходно 26-битни) | Нема                                                                                              | 10 MIPS @ 12 MHz                                                                                                 |
| ARM6           | ARMv3           | ARM600             | Као ARM60, кеш и копроцесорска магистрала (за FPA10 јединицу покретног зареза). | 4 KB уједињен                                                                                     | 28 MIPS @ 33 MHz                                                                                                 |
| ARM6           | ARMv3           | ARM610             | Као ARM60, кеш, нема копроцесорску магистралу. | 4 KB уједињен                                                                                     | 17 MIPS @ 20 MHz 0.65 DMIPS/MHz                                                                                  |
| ARM7           | ARMv3           | ARM700             | | 8 KB уједињен                                                                                     | 40 MHz |
| ARM7           | ARMv3           | ARM710             | As ARM700, нема копроцесорску магистралу. | 8 KB уједињен                                                                                     | 40 MHz |
| ARM7           | ARMv3           | ARM710a            | Као ARM710 | 8 KB уједињен                                                                                     | 40 MHz 0.68 DMIPS/MHz                                                                                            |
| ARM7TDMI       | ARMv4T          | ARM7TDMI(-S)       | 3-степена проточна обрада, Thumb (скуп инструкција), ARMv4 први обуставља подршку за традиционално ARM 26-битно адресирање | Нема                                                                                              | 15 MIPS @ 16.8 MHz 63 DMIPS @ 70 MHz                                                                             |
| ARM7TDMI       | ARMv4T          | ARM710T            | Као ARM7TDMI, кеш | 8 KB уједињен, MMU                                                                                | 36 MIPS @ 40 MHz                                                                                                 |
| ARM7TDMI       | ARMv4T          | ARM720T            | Као ARM7TDMI, кеш | 8 KB уједињен, MMU са Fast Context Switch екстензијом                                             | 60 MIPS @ 59.8 MHz                                                                                               |
| ARM7TDMI       | ARMv4T          | ARM740T            | Као ARM7TDMI, кеш | MPU                                                                                               | |
| ARM7EJ         | ARMv5TEJ        | ARM7EJ-S           | 5-степена проточна обрада, Thumb, Jazelle DBX, Enhanced DSP инструкције | Нема                                                                                              | |
| ARM8           | ARMv4           | ARM810             | 5-степена проточна обрада, статичко претпостављање гранања, меморија дупле пропусности | 8 KB уједињен, MMU                                                                                | 84 MIPS @ 72 MHz 1.16 DMIPS/MHz                                                                                  |
| ARM9TDMI       | ARMv4T          | ARM9TDMI           | 5-степена проточна обрада, Thumb | Нема                                                                                              | |
| ARM9TDMI       | ARMv4T          | ARM920T            | Као ARM9TDMI, кеш | 16 KB / 16 KB, MMU са FCSE (Fast Context Switch екстензија)                                       | 200 MIPS @ 180 MHz                                                                                               |
| ARM9TDMI       | ARMv4T          | ARM922T            | Као ARM9TDMI, кешеви | 8 KB / 8 KB, MMU                                                                                  | |
| ARM9TDMI       | ARMv4T          | ARM940T            | Као ARM9TDMI, кешеви | 4 KB / 4 KB, MPU                                                                                  | |
| ARM9E          | ARMv5TE         | ARM946E-S          | Thumb, Enhanced DSP инструкције, кешеви | variable, tightly coupled memories, MPU                                                           | |
| ARM9E          | ARMv5TE         | ARM966E-S          | Thumb, Enhanced DSP инструкције | нема кеш, TCM-ови                                                                                 | |
| ARM9E          | ARMv5TE         | ARM968E-S          | Као ARM966E-S | нема кеш, TCM-ови                                                                                 | |
| ARM9E          | ARMv5TEJ        | ARM926EJ-S         | Thumb, Jazelle DBX, Enhanced DSP инструкције | варира, TCM-ови, MMU                                                                              | 220 MIPS @ 200 MHz                                                                                               |
| ARM9E          | ARMv5TE         | ARM996HS           | Нема радни такт, као ARM966E-S | нема кешеве, TCM-ови, MPU                                                                         | |
| ARM10E         | ARMv5TE         | ARM1020E           | 6-степена проточна обрада, Thumb, Enhanced DSP инструкције, (VFP) | 32 KB / 32 KB, MMU                                                                                | |
| ARM10E         | ARMv5TE         | ARM1022E           | Као ARM1020E | 16 KB / 16 KB, MMU                                                                                | |
| ARM10E         | ARMv5TEJ        | ARM1026EJ-S        | Thumb, Jazelle DBX, Enhanced DSP инструкције, (VFP) | варира, MMU or MPU                                                                                | |
| ARM11          | ARMv6           | ARM1136J(F)-S      | 8-степена проточна обрада, SIMD, Thumb, Jazelle DBX, (VFP), Enhanced DSP инструкције | варира, MMU                                                                                       | 740 @ 532–665 MHz (i.MX31 систем на чипу), 400–528 MHz                                                           |
| ARM11          | ARMv6T2         | ARM1156T2(F)-S     | 8-степена проточна обрада, SIMD, Thumb-2, (VFP), Enhanced DSP инструкције | варира, MPU                                                                                       | |
| ARM11          | ARMv6Z          | ARM1176JZ(F)-S     | Као ARM1136EJ(F)-S | варира, MMU + TrustZone                                                                           | 965 DMIPS @ 772 MHz, и до 2 600 DMIPS са четири процесора                                                        |
| ARM11          | ARMv6K          | ARM11 MPCore       | Као ARM1136EJ(F)-S, 1–4 језгра SMP | варира, MMU                                                                                       | |
| SecurCore      | ARMv6-M         | SC000              | |                                                                                                   | 0.9 DMIPS/MHz |
| SecurCore      | ARMv4T          | SC100              | |                                                                                                   | |
| SecurCore      | ARMv7-M         | SC300              | |                                                                                                   | 1.25 DMIPS/MHz                                                                                                   |
| Cortex-M       | ARMv6-M         | Cortex-M0          | Профил микроконтролера, Thumb + Thumb-2 подсет (BL, MRS, MSR, ISB, DSB, DMB), хардверска инструкција множења (опционално мала), опционални системски тајмер, опционална bit-banding меморија | Нема кеш, Нема TCM, Нема MPU                                                                      | 0.84 DMIPS/MHz                                                                                                   |
| Cortex-M       | ARMv6-M         | Cortex-M0+         | Профил микроконтролера, Thumb + Thumb-2 подсет (BL, MRS, MSR, ISB, DSB, DMB), хардверска инструкција множења (опционално мала), опционални системски тајмер, опционална bit-banding меморија | Нема кеш, Нема TCM, опционални MPU са 8 региона                                                   | 0.93 DMIPS/MHz                                                                                                   |
| Cortex-M       | ARMv6-M         | Cortex-M1          | Профил микроконтролера, Thumb + Thumb-2 подсет (BL, MRS, MSR, ISB, DSB, DMB), хардверска инструкција множења (опционално мала), OS опција додаје SVC / блоковски показивач стека, опционални системски тајмер, нема bit-banding меморију | Нема кеш, 0-1024 KB I-TCM, 0-1024 KB D-TCM, Нема MPU                                              | 136 DMIPS @ 170 MHz, (0.8 DMIPS/MHz FPGA-зависан)                                                                |
| Cortex-M       | ARMv7-M         | Cortex-M3          | Профил микроконтролера, Thumb / Thumb-2, хардверске инструкције множења и дељења, опционална bit-banding меморија | Нема кеш, Нема TCM, опционални MPU са 8 региона                                                   | 1.25 DMIPS/MHz                                                                                                   |
| Cortex-M       | ARMv7E-M        | Cortex-M4          | Профил микроконтролера, Thumb / Thumb-2 / DSP / опционална FPv4 јединица покретног зареза са једноструком прецизношћу, хардверске инструкције множења и дељења, опционална bit-banding меморија | Нема кеш, Нема TCM, опционални MPU са 8 региона                                                   | 1.25 DMIPS/MHz                                                                                                   |
| Cortex-R       | ARMv7-R         | Cortex-R4          | Профил реалног времена, Thumb / Thumb-2 / DSP / опционална FPv3 јединица покретног зареза, хардверски множач и опционална инструкција дељења, опционална парност & ECC за интерне магистрале / кеш / TCM, 8-степена проточна обрада на два језгра са закључаним корацима и логиком за грешке | 0-64 KB / 0-64 KB, 0-2 of 0-8 MB TCM, opt MPU with 8/12 regions                                   | |
| Cortex-R       | ARMv7-R         | Cortex-R5 (MPCore) | Профил реалног времена, Thumb / Thumb-2 / DSP / опционална FPv3 јединица покретног зареза и прецизност, хардверски множач и опционална инструкција дељења, опционална парност & ECC за интерне магистрале / кеш / TCM, 8-степена проточна обрада на два језгра са закључаним корацима и логиком за грешке / опционално као 2 независна језгра, периферални порт ниског кашњења (LLPP), порт акцелерације кохеренције (ACP)                           | 0-64 KB / 0-64 KB, 0-2 of 0-8 MB TCM, опционални MPU са 12/16 региона                             | |
| Cortex-R       | ARMv7-R         | Cortex-R7 (MPCore) | Профил реалног времена, Thumb / Thumb-2 / DSP / опционална FPv3 јединица покретног зареза и прецизност, хардверски множач и опционална инструкција дељења, опционална парност & ECC за интерне магистрале / кеш / TCM, 11-степена проточна обрада на два језгра са закључаним корацима и логиком за грешке / извршавање без реда / динамичко преименовање регистара / опционално као 2 независна језгра, периферални порт ниског кашњења (LLPP), ACP | 0-64 KB / 0-64 KB, ? 0-128 KB TCM-ова, опционално MPU са 16 региона                               | |
| Cortex-A       | ARMv7-A         | Cortex-A5          | Профил апликације, ARM / Thumb / Thumb-2 / DSP / SIMD / опционала VFPv4-D16 јединица са покретним зарезом / опционални NEON / Jazelle RCT и DBX, 1–4 језгра / опционални MPCore, контролна јединица (SCU), generic interrupt controller (GIC), accelerator coherence port (ACP) | 4-64 KB / 4-64 KB L1, MMU + TrustZone                                                             | 1.57 DMIPS / MHz per core                                                                                        |
| Cortex-A       | ARMv7-A         | Cortex-A7 MPCore   | Профил апликације, ARM / Thumb / Thumb-2 / DSP / VFPv4-D16 FPU / NEON / Jazelle RCT and DBX / хардверска виртуелизација, in-order execution, superscalar, 1–4 SMP cores, Large Physical Address Extensions (LPAE), контролна јединица (SCU), генерички контролер прекида (GIC), ACP, архитектура и особине идентичне као код A15, 8-10 степена проточна обрада, дизајн ниске потрошње                                                                | 32 KB / 32 KB L1, 0-4 MB L2, MMU + TrustZone                                                      | 1.9 DMIPS / MHz по језгру                                                                                        |
| Cortex-A       | ARMv7-A         | Cortex-A8          | Профил апликације, ARM / Thumb / Thumb-2 / VFPv3 FPU / NEON / Jazelle RCT и DAC, 13-степена суперскаларна проточна обрада | 16-32 KB / 16-32 KB L1, 0-1 MB L2 опционално ECC, MMU + TrustZone                                 | до 2000 (2.0 DMIPS/MHz при брзини од 600 MHz до више од 1 GHz)                                                   |
| Cortex-A       | ARMv7-A         | Cortex-A9 MPCore   | Профил апликације, ARM / Thumb / Thumb-2 / DSP / Optional VFPv3 FPU / Optional NEON / Jazelle RCT и DBX, спекулативно суперскаларно извршавање ван реда, 1–4 SMP језгара, контролна јединица (SCU), генерички контролер прекида (GIC), порт акцелерације кохеренције (ACP) | 16-64 KB / 16-64 KB L1, 0-8 MB L2 опционалне парности, MMU + TrustZone                            | 2.5 DMIPS/MHz по језгру, 10,000 DMIPS @ 2 GHz на процесу израде оптимизованом за перформансе 45 nm (двојезгарни) |
| Cortex-A       | ARMv7-A         | ARM Cortex-A12     | Профил апликације, ARM / Thumb-2 / DSP / VFPv4 FPU / NEON / хардверска виртуелизација, спекулативно суперскаларно извршавање ван реда, 1–4 SMP језгра, велико проширење визичке адресе (LPAE), контролна јединица (SCU), генерички контролер прекида (GIC), порт акцелерације кохеренције (ACP) | 32-64 KB / 32 KB L1, 256 KB-8 MB L2                                                               | 3.0 DMIPS / MHz по језгру                                                                                        |
| Cortex-A       | ARMv7-A         | Cortex-A15 MPCore  | Профил апликације, ARM / Thumb / Thumb-2 / DSP / VFPv4 FPU / NEON / целобројно дељење / Fused MAC / Jazelle RCT / хардверска виртуелизација, спекулативно суперскаларно извршавање ван реда, 1–4 SMP језгра, велико проширење визичке адресе (LPAE), контролна јединица (SCU), генерички контролер прекида (GIC), ACP, 15-24 степена проточна обрада                                                                                                 | 32 KB I$ са парношћу / 32 KB D$ са ECC L1, 0-4 MB L2, L2 има ECC, MMU + TrustZone                 | Бар 3.5 DMIPS/MHz по језгру (до 4.01 DMIPS/MHz у зависности од имплементације).                                  |
| Cortex-A50     | ARMv8-A         | Cortex-A53         | Профил апликације, AArch32 и AArch64, 1-4 SMP језгра, Trustzone, NEON напредне SIMD, VFPv4, хардверска виртуелизација, двострука редна проточна обрада | 8-64 KB са парношћу / 8-64 KB са ECC L1 по језгру, 128 KB-2 MB L2 дељено, 40-битне физичке адресе | 2.3 DMIPS/MHz |
| Cortex-A50     | ARMv8-A         | Cortex-A57         | Профил апликације, AArch32 и AArch64, 1-4 SMP језгра, Trustzone, NEON напредне SIMD, VFPv4, хардверска виртуелизација, вишеструка дубоко ван-реда проточна обрада | 48 KB са DED парношћу / 32 KB са ECC L1 по језгру, 512 KB-2 MB L2 дељено, 44-битне физичке адресе | Бар 4.1 DMIPS/MHz по језгру (до 4.76 DMIPS/MHz у зависности од имплементације).                                  |
| ARM генерација | ARM архитектура | ARM језгро         | Особине | кеш (I / D), MMU                                                                                  | Типично MIPS @ MHz                                                                                               |

### Дизајнирана од стране трећих странки
Ова језгра имплементирају ARM скуп инструкција, а развијена су независно од стране компанија које лиценцирају архитектуру од ARM-а.
| Генерација          | ARM архитектура | Језгро        | Особине                                                                                   | кеш (I / D), MMU                                      | Типично MIPS @ MHz         |
| ------------------- | --------------- | ------------- | ----------------------------------------------------------------------------------------- | ----------------------------------------------------- | -------------------------- |
| StrongARM           | ARMv4           | SA-110        | 5-степена проточна обрада                                                                 | 16 KB / 16 KB, MMU                                    | 100-206 MHz 1.0 DMIPS/MHz  |
| StrongARM           | ARMv4           | SA-1100       | изведен од SA-110                                                                         | 16 KB / 8 KB, MMU                                     |                            |
| Faraday             | ARMv4           | FA510         | 6-степена проточна обрада                                                                 | до 32 KB / 32 KB кеш, MPU                             | 1.26 DMIPS/MHz 100-200 MHz |
| Faraday             | ARMv4           | FA526         | 6-степена проточна обрада                                                                 | до 32 KB / 32 KB кеш, MMU                             | 1.26 MIPS/MHz 166-300 MHz  |
| Faraday             | ARMv4           | FA626         | 8-степена проточна обрада                                                                 | 32 KB / 32 KB кеш, MMU                                | 1.35 DMIPS/MHz 500 MHz     |
| Faraday             | ARMv5TE         | FA606TE       | 5-степена проточна обрада                                                                 | нема кеш, нема MMU                                    | 1.22 DMIPS/MHz 200 MHz     |
| Faraday             | ARMv5TE         | FA626TE       | 8-степена проточна обрада                                                                 | 32 KB / 32 KB кеш, MMU                                | 1.43 MIPS/MHz 800 MHz      |
| Faraday             | ARMv5TE         | FMP626TE      | 8-степена проточна обрада, SMP                                                            | 32 KB / 32 KB кеш, MMU                                | 1.43 MIPS/MHz 500 MHz      |
| Faraday             | ARMv5TE         | FA726TE       | 13 степена проточна обрада, двострука                                                     | 32 KB / 32 KB кеш, MMU                                | 2.4 DMIPS/MHz 1000 MHz     |
| XScale              | ARMv5TE         | XScale        | 7-степена проточна обрада, Thumb, Enhanced DSP инструкције                                | 32 KB / 32 KB, MMU                                    | 133–400 MHz                |
| XScale              | ARMv5TE         | Bulverde      | Wireless MMX, Wireless SpeedStep је додат                                                 | 32 KB / 32 KB, MMU                                    | 312–624 MHz                |
| XScale              | ARMv5TE         | Monahans      | Wireless MMX2 је додат                                                                    | 32 KB / 32 KB (L1), опционални L2 кеш до 512 KB, MMU  | до 1.25 GHz                |
| Sheeva              | ARMv5           | Feroceon      | 5-8 степена проточна обрада, једнострука                                                  | 16 KB / 16 KB, MMU                                    | 600-2000 MHz               |
| Sheeva              | ARMv5           | Jolteon       | 5-8 степена проточна обрада, двострука                                                    | 32 KB / 32 KB, MMU                                    | 600-2000 MHz               |
| Sheeva              | ARMv5           | PJ1 (Mohawk)  | 5-8 степена проточна обрада, једнострука, Wireless MMX2                                   | 32 KB / 32 KB, MMU                                    | 1.46 DMIPS/MHz 1.06 GHz    |
| Sheeva              | ARMv6 / ARMv7-A | PJ4           | 6-9 степена проточна обрада, двострука, Wireless MMX2, SMP                                | 32 KB / 32 KB, MMU                                    | 2.41 DMIPS/MHz 1.6 GHz     |
| Snapdragon          | ARMv7-A         | Scorpion      | 1 или 2 језгра. ARM / Thumb / Thumb-2 / DSP / SIMD / VFPv3 FPU / NEON (128-бита широк)    | 256 KB L2 по језгр                                    | 2.1 DMIPS / MHz по језгру  |
| Snapdragon          | ARMv7-A         | Krait         | 1, 2, или 4 cores. ARM / Thumb / Thumb-2 / DSP / SIMD / VFPv4 FPU / NEON (128-бита широк) | 4 KB / 4 KB L0, 16 KB / 16 KB L1, 512 KB L2 по језгру | 3.3 DMIPS / MHz по језгру  |
| Apple A6, Apple A6X | ARMv7-A         | Apple Swift   | 2 језгра. ARM / Thumb / Thumb-2 / DSP / SIMD / VFPv4 FPU / NEON                           | L1: 32 KB / 32 KB, L2: 1 MB                           | 3.5 DMIPS / MHz по језгру  |
| Apple A7            | ARMv8-A         | Apple Cyclone | 2 језгра. ARM / Thumb / Thumb-2 / DSP / SIMD / VFPv4 FPU / NEON / TrustZone / AArch64     | L1: 64 KB / 64 KB, L2: 1 MB                           |                            |
| X-Gene              | ARMv8-A         | X-Gene        | 64 битни, четвороструки, SMP                                                              | кеш, MMU, Виртуелизација                              | 3 GHz                      |
| Denver              | ARMv8-A         | Parker        | 64 битни                                                                                  |                                                       |                            |